# A vasút (könyv)
A Vasút egy vasúti könyv, amely a Mi micsoda? könyvsorozat egyik tagjaként jelent meg 2001-ben a Tessloff és Babilon kiadó gondozásában. Eredeti címe: Die Eisenbahn WAS IST WAS? Band 54
A mű sok-sok kérdésen át mutatja be a vasutat a fiatalabb korosztálynak.

## Tartalomjegyzék

### A vasút kezdetei
- Mi a vasút?
- Ki találta fel a vasutat?
- Ki találta fel a gőzmozdonyt?
- Hogyan működik a gőzmozdony?
- Hol épült az első közforgalmú vasútvonal?
- Melyik volt az első, igazi vasútvonal?
- Mi történt a rainhilli mozdonyversenyen?

### A vasút évszázada
- Mikor nyitották meg Európában az első vasútvonalat?
- Ki volt az első mozdonyvezető Németországban?
- Mikor nyitották meg az első távolsági vasútvonalat?
- Mióta lehet eljutni vonattal Münchenből Berlinbe?
- Kik építették a vasútvonalakat?
- Milyenek voltak a hosszúátjárós vasúti kocsik?
- Mennyibe került a vonatozás?
- Hogyan utaztak a királyok és császárok?
- Milyen árut szállítottak vasúton?
- Hogyan változtatta meg a vasút az emberek életét?

### A magyar vasút története
- Mikor indult útjára az első gőzvontatású vonat Magyarországon?
- Kik voltak az első magyar mozdonyvezetők?
- Kik készítették az első magyar mozdonymodellt?
- Hova vezettek az első magyar vasútvonalak?
- Mióta lehet eljutni Pestről Bécsbe vonattal?
- Mikor alakult meg a MÁV?
- Melyik volt a legszebb, legerősebb és leggyorsabb (magyar) gőzmozdony?
- Mikor közlekedett először az Orient-expressz Magyarországon?
- Hol közlekedtek a híres Árpád sínautóbuszok?
- Miért volt nevezetes a Budapest–Hegyeshalom–Rajka-vasútvonal villamosítása?
- Milyen a mai magyar vasút?

### Sínek az egész világon
- Hogyan keltek át a vonatok az Alpokon?
- Hogyan hódították meg a vadnyugatot?
- Melyik a világ leghosszabb vasútvonala?
- Jártak-e gőzmozdonyok a sivatagban?

### A járműtechnika fejlődése
- Melyik volt a világ első, leggyorsabb gőzmozdonya?
- Miért nem közlekednek már gőzmozdonyok a fejlett országokban?
- Hol közlekedett az első villamosított vasút?
- Hogyan látják el árammal a mozdonyokat?
- Mióta léteznek dízelüzemű mozdonyok?
- Milyen előnyei vannak a dízelmozdonynak?
- Honnan kapta a nevét a Repülő Hamburgi?
- Mitől volt különleges a sínzeppelin?
- Hogyan működik a mágneses lebegtetésű vasút?

### Biztonság a vasúti közlekedésben
- Miért fontos a biztonság a vasúton?
- Mire szolgál a menetrend?
- Mit jelentenek a jelzők és képeik a vasútvonalak mentén?
- Mi történik a váltóállító központban?
- Hogyan értesítik egymást a váltóállító központok és a pályaudvarok?
- Hogyan fékeznek a vonatok?
- Át tud-e menni a vonat a vörös jelzésen?
- Mire való a lineáris vonatbefolyásoló készülék?
- Mi történik, ha a mozdonyvezető elveszíti az eszméletét?
- Mi lenne, ha a vasút biztonsági előírásait az autókban is alkalmaznánk?
- Mi a teendő, ha a sín és a közút keresztezi egymást?

### A vasút jelene
- Milyen szerepet játszik a vasút napjaink közlekedésében?
- Hány ember utazik naponta vasúton?
- Milyen előnyei vannak a vasútnak az autóval szemben?
- Mennyi árut szállít naponta a vasút?
- Mitől környezetkímélő a vasút?
- Milyen gyors az ICE?
- Mi a különleges az újonnan épült vonalakon?

### A jövő
- Milyen lesz a vasút 30 év múlva?
- Mivel utaznak az emberek a távoli jövőben?